# SBS TV (Sydkorea)
SBS TV er en sydkoreansk jordbaseret tv-kanal, der ejes og drives af Seoul Broadcasting System. Det blev lanceret den 9. december 1991.